# Nina Divíšková
}}
Nina Divíšková (Brno, 1936. július 12. – Prága, 2021. június 21.) cseh színésznő.

## Életútja
1954 és 1959 között a Prágai Előadóművészeti Akadémia Színházi Karán (DAMU) tanult. Tanulmányai során ismerkedett meg férjével, Jan Kačer (1936) színész-rendezővel. Házasságukból három lány született Simona, Klára és Adéla.
Öt évig az ostravai Petr Bezruč Színház (Divadlo Petra Bezruče), majd 1965 és 1990 között a prágai Činoherní klub (Drámaklub) társulatának a tagja volt.

## Filmjei
Mozifilmek
- A tékozló fiú (Návrat ztraceného syna) (1967)
- Mulatság a füvészkertben (Slávnost v botanickej záhrade) (1969)
- Hetedik nap, nyolcadik éjszaka (Den sedmý, osmá noc) (1969)
- Valéria és a csodák hete (Valerie a týden divu) (1970, hang)
- Lehetőség (Sance) (1971)
- Öt férfi, egy szív (Pet muzu a jedno srdce) (1971)
- Morgiana (1972)
- Játék az almáért (Hra o jablko) (1977)
- Pihenőidő (Oddechový cas) (1978)
- Péntek nem ünnep (Pátek není svátek) (1980)
- Randevú Párizsban (Rendezvous in Paris) (1982)
- Holnemvolt (Jára Cimrman lezící, spící) (1983)
- Farkaslak (Vlci bouda) (1987)
- Újra finom kis bordély (Andel svádí dábla) (1988)
- Koldusopera (Zebrácká opera) (1991)
- A békakirály (Žabí král) (1991)
- Hétköznapi őrültségek (Príbehy obycejného sílenství) (2005)
- Szakértők (Experti) (2006)
- Május (Máj) (2008)
- Időjós a pácban (Nestyda) (2008)

Tv-filmek
- Disznótor (Zabijacka) (1981)
- Bárányszámláló (Pocítání ovecek) (1982)
- A szardínia, avagy egy család élete (Sardinky aneb Zivot jedné rodinky) (1986)
- Hétköznapi őrültségek (Príbehy obycejného sílenství) (2010)

Tv-sorozatok
- Arabela visszatér (Arabela se vrací) (1993, háromepizódban)
- Marianne élete (La vie de Marianne) (1995)
- Kórház a város szélén 20 év múlva (Nemocnice na kraji mesta po dvaceti letech) (2003, egy epizódban)
- Vyprávej (2009–2013, 91 epizódban)

## Fordítás
- Ez a szócikk részben vagy egészben  a   Nina Divíšková című cseh Wikipédia-szócikk ezen változatának fordításán alapul.  Az eredeti cikk szerkesztőit annak laptörténete sorolja fel. Ez a jelzés csupán a megfogalmazás eredetét és a szerzői jogokat jelzi, nem szolgál a cikkben szereplő információk forrásmegjelöléseként.

## További információ
- Nina Divíšková a PORT.hu-n (magyarul)
- Nina Divíšková az Internetes Szinkronadatbázisban (magyarul)
- Nina Divíšková az Internet Movie Database-ben (angolul)